# بخش بیشوفزوزل
بخش بیشوفزوزل یکی از بخشهای کانتون تورگو  در کشور سوئیس است.